# AVPI1
AVPI1 (англ. Arginine vasopressin induced 1) – білок, який кодується однойменним геном, розташованим у людей на короткому плечі 10-ї хромосоми. Довжина поліпептидного ланцюга білка становить 147 амінокислот, а молекулярна маса — 16 773.
| 10         |  | 20         |  | 30         |  | 40         |  | 50         |
| ---------- |  | ---------- |  | ---------- |  | ---------- |  | ---------- |
| MGTPASVVSE |  | PPPWQAPIEA |  | RGRKQASANI |  | FQDAELLQIQ |  | ALFQRSGDQL |
| AEERAQIIWE |  | CAGDHRVAEA |  | LKRLRRKRPP |  | RQKPLGHSLH |  | HCSRLRILEP |
| HSALANPQSA |  | TETASSEQYL |  | HSRKKSARIR |  | RNWRKSGPTS |  | YLHQIRH    |

A: Аланін

C: Цистеїн

D: Аспарагінова кислота

E: Глутамінова кислота

F: Фенілаланін

G: Гліцин

H: Гістидин

I: Ізолейцин

K: Лізин

L: Лейцин

M: Метіонін

N: Аспарагін

P: Пролін

Q: Глутамін

R: Аргінін

S: Серин

T: Треонін

V: Валін

W: Триптофан

Задіяний у такому біологічному процесі, як клітинний цикл. 